# Chris Baldo
Pour les articles homonymes, voir Baldo.
Chris Baldo (de son vrai nom Christian Henri Baldauff) est un chanteur et animateur de radio luxembourgeois né le 24 juin 1943 à Luxembourg et mort le 24 janvier 1995 dans la même ville.

## Biographie
Né de mère française et de père luxembourgeois, il enregistre à 16 ans un disque en duo avec un ami sous le nom de The Younsters.
Puis, seul sous le pseudonyme de Chris Baldo, il enregistre en allemand Einsam und allein. Cette chanson est d'ailleurs classée 8e au hit-parade de Radio Luxembourg.
En 1966, il sort avec succès Chaque jour qui se lève et Ich bin nicht schuld an deinen Tränen.
Il participe au Festival de Sopot (Pologne) en 1967, puis en 1968, il représente le Luxembourg au Concours Eurovision de la chanson, en duo avec Sophie Garel, avec le titre Nous vivrons d'amour. La chanson est classée 11e sur 17, avec un score de 5 points.
Il connaît également le succès avec les chansons Pardon Rosalie, adaptation de Tender Years, et Eine Urlaubsliebe, Grand prix RTL International en 1969.
Il a été également animateur à Radio Luxembourg pour Les Nocturnes (Plus courte la nuit, tous les soirs de la semaine, de minuit à 3 heures et Votre ami de la nuit, de minuit à 5 heures, le dimanche), avant de céder progressivement sa place à Georges Lang.
Il meurt le 24 janvier 1995, à Luxembourg.